# Peter Robinson (politikus)
Peter David Robinson (Belfast, Észak-Írország, 1948. december 29. –) északír politikus, a protestáns Demokratikus Unionista Párt elnöke (2008-2015), tartományi kormányfő (2008-2016).

## Élete
Az 1999-ben megalakult északír kormányban a regionális fejlesztésekért felelős miniszteri tárcát irányította (1999. november 29.–2000. július 27. és 2001. október 24.–2002. október 11.) 2008. május 31-én vette át a Demokratikus Unionista Párt (DUP) pártelnöki tisztét Ian Paisley lelkésztől, majd június első hetében az északír kormány vezetését is.
2010. január 11-én bejelentette, hogy „hat hétre” felfüggeszti kormányfői tevékenységét, és helyét az „átmeneti időre” Arlene Foster vállalkozásügyi miniszter veszi át. (A kormányfő helyzetét a felesége körül kirobbant, igen kínos magánéleti és politikai botrány kezdte ki. A BBC megszellőzteti, hogy Iris Robinson 50 ezer font kölcsönt vett fel ingatlanvállalkozó ismerőseitől 19 éves szeretője vendéglátóipari vállalkozásának segítésére.)